# Lista de municípios de Sonora
O estado de Sonora, no México conta com divisão política de 72 municípios.
| INEGI código | Município                | Sede Municipal           | População (2005) | IDH   |
| ------------ | ------------------------ | ------------------------ | ---------------- | ----- |
| 001          | Aconchi                  | Aconchi                  | 2452             | 0.771 |
| 002          | Agua Prieta              | Agua Prieta              | 70303            | 0.803 |
| 003          | Álamos                   | Álamos                   | 24493            | 0.714 |
| 004          | Altar                    | Altar                    | 8357             | 0.766 |
| 005          | Arivechi                 | Arivechi                 | 1280             | 0.763 |
| 006          | Arizpe                   | Arizpe                   | 2959             | 0.764 |
| 007          | Atil                     | Atil                     | 734              | 0.789 |
| 008          | Bacadéhuachi             | Bacadéhuachi             | 1264             | 0.761 |
| 009          | Bacanora                 | Bacanora                 | 767              | 0.754 |
| 010          | Bacerac                  | Bacerac                  | 1346             | 0.756 |
| 011          | Bacoachi                 | Bacoachi                 | 1456             | 0.786 |
| 012          | Bácum                    | Bácum                    | 20892            | 0.745 |
| 013          | Banámichi                | Banámichi                | 1464             | 0.786 |
| 014          | Baviácora                | Baviácora                | 3404             | 0.771 |
| 015          | Bavispe                  | Bavispe                  | 1263             | 0.777 |
| 016          | Benito Juárez            | Villa Juárez             | 20447            | 0.756 |
| 017          | Es Caborca!!!            | Benjamín Hill            | 5285             | 0.805 |
| 018          | Caborca                  | Heroica Caborca          | 70113            | 0.794 |
| 019          | Cajeme                   | Ciudad Obregón           | 375800           | 0.812 |
| 020          | Cananea                  | Cananea                  | 32157            | 0.824 |
| 021          | Carbó                    | Carbó                    | 4644             | 0.757 |
| 022          | Cucurpe                  | Cucurpe                  | 798              | 0.748 |
| 023          | Cumpas                   | Cumpas                   | 5776             | 0.788 |
| 024          | Divisaderos              | Divisaderos              | 681              | 0.781 |
| 025          | Empalme                  | Empalme                  | 50663            | 0.790 |
| 026          | Etchojoa                 | Etchojoa                 | 55697            | 0.745 |
| 027          | Fronteras                | Fronteras                | 7470             | 0.813 |
| 028          | Granados                 | Granados                 | 938              | 0.813 |
| 029          | Guaymas                  | Guaymas                  | 134153           | 0.807 |
| 030          | Hermosillo               | Hermosillo               | 701838           | 0.837 |
| 031          | Huachinera               | Huachinera               | 1223             | 0.762 |
| 032          | Huásabas                 | Huásabas                 | 865              | 0.803 |
| 033          | Huatabampo               | Huatabampo               | 74533            | 0.747 |
| 034          | Huépac                   | Huépac                   | 1032             | 0.813 |
| 035          | Imuris                   | Imuris                   | 10541            | 0.780 |
| 036          | La Colorada              | La Colorada              | 1754             | 0.767 |
| 037          | Magdalena de Kino        | Magdalena de Kino        | 25500            | 0.816 |
| 038          | Mazatan                  | Mazatan                  | 1363             | 0.803 |
| 039          | Moctezuma                | Moctezuma                | 4322             | 0.798 |
| 040          | Naco                     | Naco                     | 6010             | 0.789 |
| 041          | Nácori Chico             | Nacori Chico             | 1743             | 0.746 |
| 042          | Nacozari de García       | Nacozari de García       | 11961            | 0.821 |
| 043          | Navojoa                  | Navojoa                  | 144598           | 0.775 |
| 044          | Nogales                  | Nogales                  | 193517           | 0.828 |
| 045          | Onavas                   | Onavas                   | 392              | 0.738 |
| 046          | Opodepe                  | Opodepe                  | 2634             | 0.761 |
| 047          | Oquitoa                  | Oquitoa                  | 409              | 0.793 |
| 048          | Pitiquito                | Pitiquito                | 9117             | 0.769 |
| 049          | Puerto Peñasco           | Puerto Peñasco           | 44875            | 0.805 |
| 050          | Plutarco Elías Calles    | Sonoyta                  | 12416            | 0.789 |
| 051          | Quiriego                 | Quiriego                 | 3049             | 0.680 |
| 052          | Rayón                    | Rayón                    | 1543             | 0.777 |
| 053          | Rosario de Tesopaco      | Rosario                  | 5165             | 0.723 |
| 054          | Sahuaripa                | Sahuaripa                | 5792             | 0.750 |
| 055          | San Felipe de Jesús      | San Felipe de Jesús      | 312              | 0.796 |
| 056          | San Ignacio Río Muerto   | San Ignacio Río Muerto   | 13244            | 0.741 |
| 057          | San Javier               | San Javier               | 242              | 0.763 |
| 058          | San Luis Río Colorado    | San Luis Río Colorado    | 157076           | 0.808 |
| 059          | San Miguel de Horcasitas | San Miguel de Horcasitas | 6036             | 0.691 |
| 060          | San Pedro de la Cueva    | San Pedro de la Cueva    | 1429             | 0.774 |
| 061          | Santa Ana                | Santa Ana                | 14638            | 0.791 |
| 062          | Santa Cruz               | Santa Cruz               | 1786             | 0.783 |
| 063          | Sáric                    | Sáric                    | 2486             | 0.765 |
| 064          | Soyopa                   | Soyopa                   | 1209             | 0.759 |
| 065          | Suaqui Grande            | Suaqui Grande            | 1102             | 0.782 |
| 066          | Tepache                  | Tepache                  | 1184             | 0.800 |
| 067          | Trincheras               | Trincheras               | 1670             | 0.762 |
| 068          | Tubutama                 | Tubutama                 | 1751             | 0.762 |
| 069          | Ures                     | Ures                     | 8420             | 0.777 |
| 070          | Villa Hidalgo            | Villa Hidalgo            | 1565             | 0.776 |
| 071          | Villa Pesqueira          | Villa Pesqueira          | 1374             | 0.779 |
| 072          | Yécora                   | Yécora                   | 6089             | 0.729 |